# Ptochophyle orana
Ptochophyle orana là một loài bướm đêm trong họ Geometridae.